# Spanish Company Number One
La Spanish Company Number One fue una unidad de voluntarios españoles, exiliados partidarios del bando republicano durante la guerra civil española, que sirvió en el Ejército británico durante la Segunda Guerra Mundial.
Algunos españoles, combatientes de la Legión extranjera francesa y miembros de la 185.ª Compañía de trabajadores extranjeros, fueron evacuados al Reino Unido desde Dunquerque en 1940. Muchos de ellos se negaron a ponerse a las órdenes de Charles de Gaulle y, por consiguiente, fueron encuadrados en el Ejército británico. Como el reglamento del Ejército británico prohibía el uso en combate de extranjeros, fueron adscritos al Royal Pioneer Corps, constituyéndose con ellos la 1.ª Compañía Española (Spanish Company Number One en inglés), que fue destinada a labores de construcción de carreteras, fortificaciones, etc. a lo largo de la guerra. Aunque no desembarcó con las tropas aliadas el Día D, participó en ulteriores operaciones de la batalla de Normandía.